# ジュラ・ネーメト
ジュラ・ネーメト（Gyula Németh, 1930年7月17日 - 2016年2月27日）は、ハンガリー出身の指揮者。
ブダペストの出身。フランツ・リスト音楽院でゾルタン・コダーイに音楽理論を学んだあと、レニングラード国際指揮者コンクールに参加してエフゲニー・ムラヴィンスキーの助手として研鑽を積んだ。1960年からヤーノシュ・フェレンチクの助手を務め、1965年にはローマ聖チェチーリア音楽院の講習会に参加してフランコ・フェラーラに指揮法を学んだ。1972年から翌年までチリ交響楽団の首席指揮者を務め、1982年から1986年までヴェスプレム交響楽団の指揮者を歴任した。

## 註
1. ↑  “Veszprémi 7 Nap - 2016. 04. 21.”.   Veszprém. 2016年7月10日時点のオリジナルよりアーカイブ。2016年7月13日閲覧。
2. ↑  Naxos

| スタブアイコン | サブスタブ | この項目は、まだ閲覧者の調べものの参照としては役立たない、人物に関連した書きかけの項目です。この項目を加筆・訂正などしてくださる協力者を求めています（P:人物伝/PJ:人物伝）。 |